# R.E.M.
R.E.M. (vyslov.„ár-í-em“) byla americká rocková skupina, kterou v roce 1980 ve městě Athens v Georgii založili bubeník Bill Berry, kytarista Peter Buck, baskytarista Mike Mills a zpěvák Michael Stipe. R.E.M. patří mezi první kapely hrající alternativní rock, které se dostaly do povědomí širokého spektra posluchačů. Svůj první singl, „Radio Free Europe“ vydali v roce 1981 u labelu Hib-Tone. V roce 1982 následovalo vydání EP Chronic Town u I.R.S. Records a alba Murmur v roce 1983, které se dočkalo velice pozitivních reakcí ze strany hudebních kritiků. V následujících letech dosáhli R.E.M. díky dalším albům úspěchů na alternativní scéně. V roce 1987 vstoupili do mainstreamu hitem „The One I Love“ a o rok později podepsali smlouvu s Warner Bros. Company. Records.
Na začátku 90. let vydali R.E.M., v té době často označováni za průkopníky alternativního rocku, velice úspěšná alba Out of Time (1991) a Automatic for the People (1992), jejichž zvuk se však lišil od dosavadních alb kapely. S albem Monster (1994) se R.E.M. vrátili k více rockovému zvuku a po šestileté odmlce se vydali na turné, které však poznamenaly zdravotní potíže členů kapely. V roce 1997 prodloužili R.E.M. smlouvu s Warner Bros. za tehdy rekordních 80 milionů dolarů. Následujícího roku kapelu z osobních důvodů opustil bubeník Bill Berry a kapela byla od té doby tříčlenná.
R.E.M. hráli a vydávali desky i v prvním desetiletí 21. století, avšak ty se setkaly se smíšenými reakcemi kritiků a fanoušků. Kapela se také aktivně angažuje v různých politických a společenských hnutích. V roce 2007 byli R.E.M. uvedeni do Rock and Roll Hall of Fame.

## Historie

### Seskupení: 1980–1981

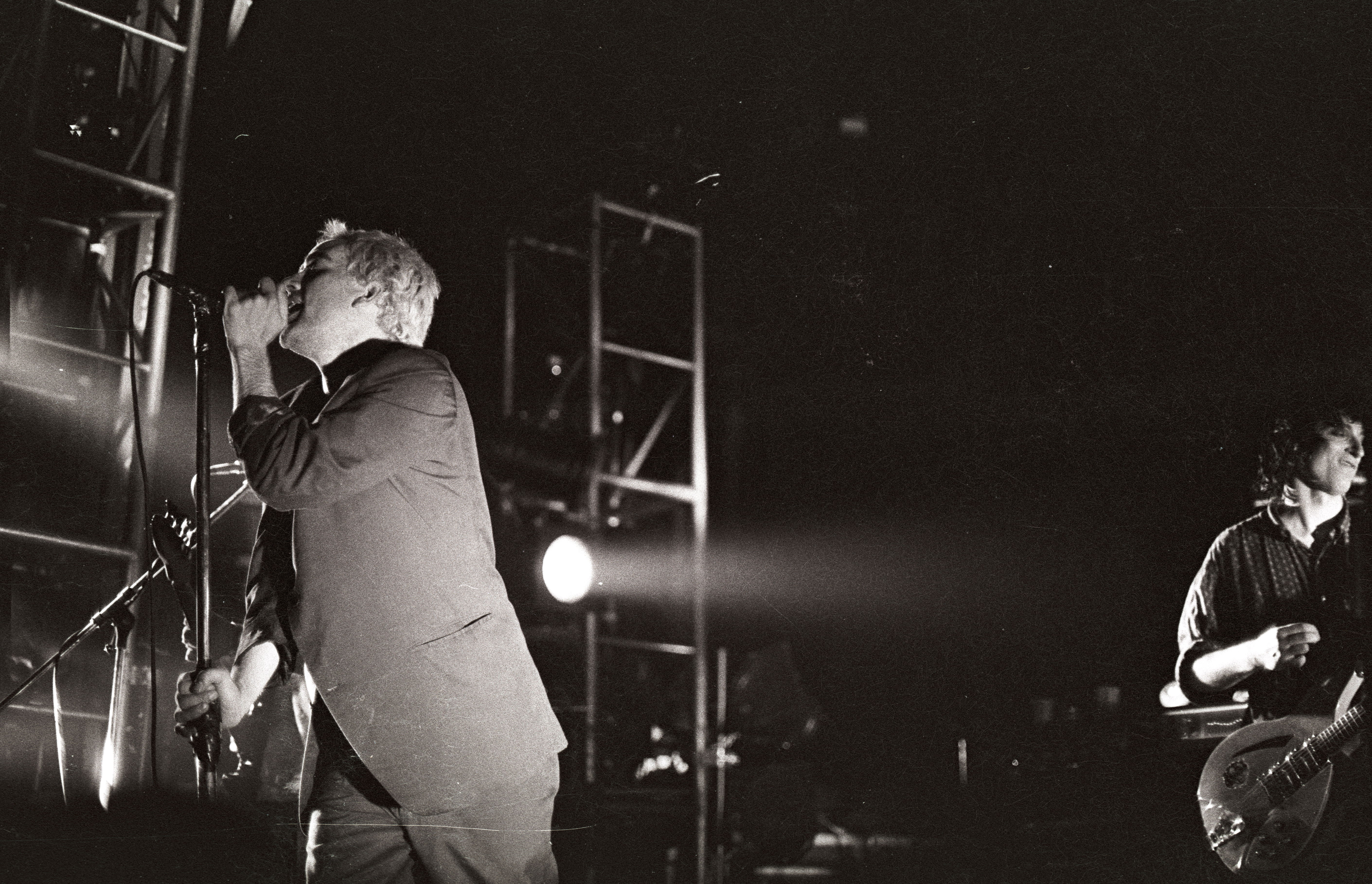
Michael Stipe (vlevo) a Peter Buck (vpravo) v Belgii v roce 1985

V lednu 1980 se Michael Stipe a Peter Buck potkali v obchodě s nahrávkami ve kterém Buck pracoval. Oba zjistili, že se jim líbí podobná hudba, a to punk rock a protopunk reprezentované umělci jako Patti Smith, Television a The Velvet Underground. Stipe později řekl: „Zjistili jsme, že jsem kupoval desky, které si (Buck) odkládal pro sebe.“ Stipe a Buck později potkali na jedné párty studenty University of Georgia Mikea Millse a Billa Berryho kteří spolu hráli v kapele už od střední školy. Kvartet se dohodl, že spolu napíšou několik písniček. Stipe později poznamenal, že za tím nebyl žádný velký plán a pokus prorazit. Nepojmenovaná kapela několik měsíců cvičila, aby 5. dubna 1980 vystoupila na narozeninové party jejich kamaráda v episkopálním kostele. Po zvažování jmen jako „Twisted Kites“, „Cans of Piss“, nebo „Negro Wives“ se kapela nakonec pojmenovala R.E.M. Tento název vznikl tak, že Stipe zabořil náhodně prst do slovníku právě na tuto zkratku.
Členové opustili školu, aby se mohli plně věnovat kapele. Jejich manažerem se stal Jefferson Holt, majitel obchodu s deskami, který byl kapelou a jejím vystoupením v jeho domovském městě Chapel Hill v Severní Karolíně tak nadšen, že se za ní přestěhoval do Athnes. Úspěch R.E.M. v Athens a okolí byl téměř okamžitý. Koncerty začalo navštěvovat čím dál více lidí, což ovšem vedlo k negativnímu postoji mnohých místních hudebníků. Během dalšího roku a půl již kapela koncertovala na jihu Spojených států. Tehdejší turné však bylo velmi skromné, kapela cestovala ve staré dodávce, kterou řídil Holt, a členové kapely mohli za jídlo utratit jen dva dolary denně. Během léta 1981 nahráli R.E.M. svůj první singl, „Radio Free Europe“ ve studiu Mitche Eastera ve Winston-Salem v Severní Karolíně. „Radio Free Europe“ byl vydán místním nezávislým labelem Hib-Tone v nákladu 1 000 kusů, který byl prakticky okamžitě vyprodán. Přestože se stal nedostatkovým zbožím, kritici na něj nešetřili chválou. New York Times ho zařadili mezi 10 nejlepších singlů roku a Village Choice ho označil za singl roku 1981.

### Léta u I.R.S. Records: 1982–1986

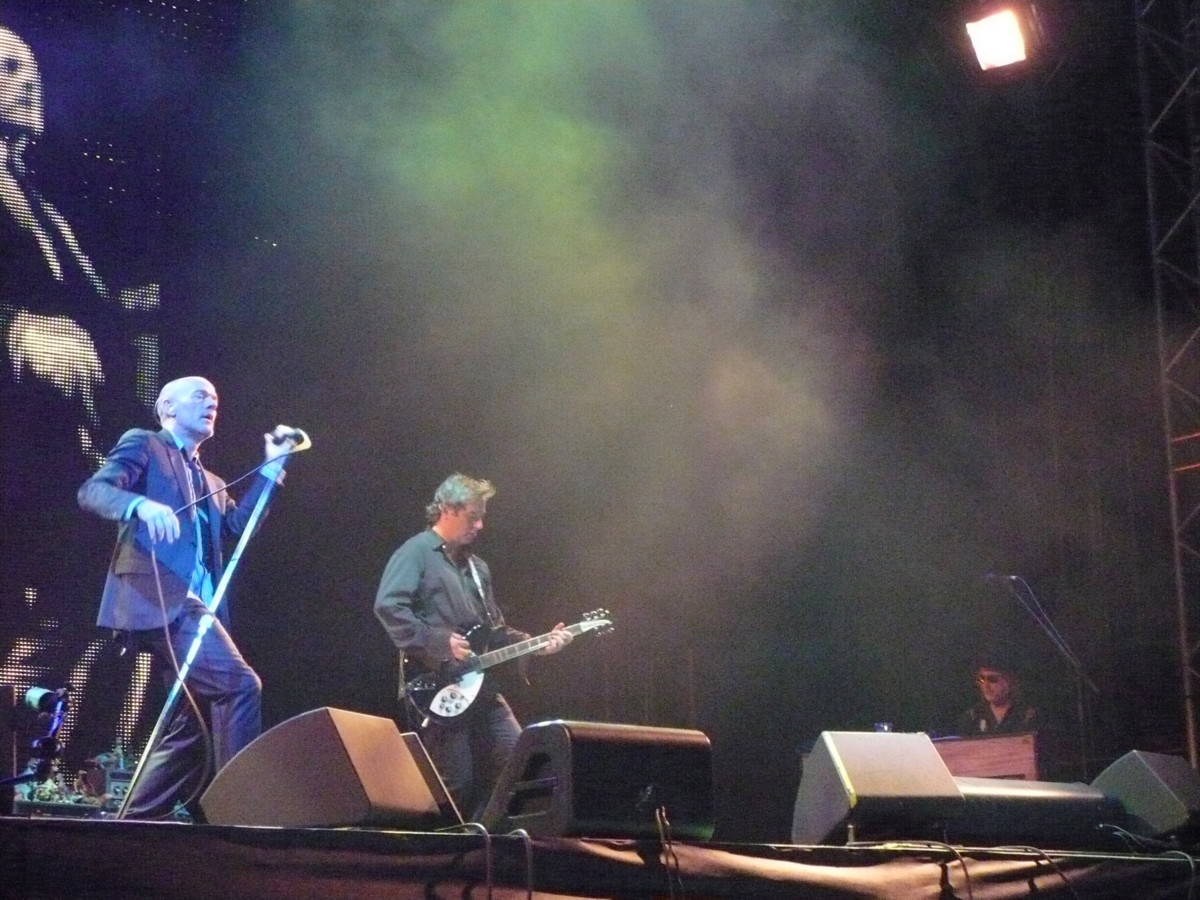
R.E.M. v roce 2008

V říjnu 1981 nahráli R.E.M. spolu s Mitchem Easterem EP Chronic Town, které mělo být původně vydané u Hib-Tone. Demo nahrávky se však dostalo k I.R.S. Records, která s kapelou podepsala v květnu 1982 smlouvu, když ji R.E.M. upřednostnili před nabídkou mnohem větší společnosti RCA Records. Chronic Town bylo vydáno v srpnu téhož roku. Recenze v NME ocenila mystický nádech písní a tvrdila, že „R.E.M. zní opravdově a je skvělé slyšet něco tak nenuceného a chytrého jako toto.“
I.R.S. přidělila R.E.M. producenta Stephena Haugea, aby s kapelou nahrál její první album. Jeho přílišný technický perfekcionalismus kapelu neoslovil a ta požádala I.R.S., aby mohla nahrát album s Easterem. Nahrávací společnost nechala R.E.M. na zkoušku nahrát píseň „Pilgrimage“ s Easterem a jeho kolegou Donem Dixonem. Vedení I.R.S. po poslechu této nahrávky dovolilo kapele nahrát album s Easterem a Dixonem. R.E.M. odmítli do alba zakomponovat kytarová sóla a v té době populární syntetizátory, aby album získalo nadčasový zvuk. Album Murmur vydané v roce 1983 se dočkalo pozitivního přijetí kritikou, časopis Rolling Stone jej dokonce vyhlásil nahrávkou roku. Album se umístilo na 36. místě amerického žebříčku. Znovu nahraná píseň „Radio Free Europe“ byla vybrána jako první singl a na žebříčku singlů se umístila na 78. pozici. I přes mnohá ocenění se alba Murmur prodalo jen 200 000 kopií, což bylo méně, než I.R.S. očekávala.
R.E.M. poprvé vystoupili v celostátní televizi v říjnu 1983 v pořadu Late Night with David Letterman, kde zahráli píseň „Radio Free Europe“ a novou, doposud nepojmenovanou píseň. Ta byla později pojmenována „So. Central Rain (I'm Sorry)“ a stala se prvním singlem z následujícího alba Reckoning (1984), na kterém opět spolupracovali Easter a Dixon. Také toto album se dočkalo pozitivních recenzí, například časopis NME napsal, že Reckoning „potvrzuje, že R.E.M. jsou jednou z nejvíce vzrušujících kapel na světě.“ Na konci roku 1983 se kapela poprvé vydala na turné po Evropě. Reckoning dosáhlo na 27. místo na americkém žebříčku, což byl obrovský úspěch, protože kapela byla známa především na univerzitách. Naopak za oceánem se albu kvůli špatné distribuci a malému prostoru věnovanému mu v rádiích nedařilo a na britském žebříčku se dostalo jen na 91. místo.
Třetí album, Fables of the Reconstruction (1985), znamenalo obrat ve vývoji kapely. Místo Dixona a Eastera produkoval album Joe Boyd, který předtím v Anglii spolupracoval s Fairport Convention a Nickem Drakem. Pro členy kapely bylo nahrávání extrémně náročné, především kvůli chladnému zimnímu počasí a mizernému jídlu ve studiu a kapela se tak dostala na pokraj rozpadu. Pochmurná atmosféra při nahrávání se promítla i do alba samotného. Stipe psal texty vycházející z jižanské mytologie a v rozhovoru z roku 1985 prohlásil, že jej inspirovala „představa o starých lidech sedících okolo ohně předávajíce legendy a pohádky svým vnoučatům.“ Fables of the Reconstruction se stalo komerčně nejúspěšnějším albem I.R.S. Records v Americe. V Evropě se však albu nedařilo a ohlasy kritiky byly tentokrát smíšené a někteří kritici albu vytýkali, že bylo příliš pochmurné a špatně nahrané. Stejně jako v případě předchozího alba byly i singly z Fables of the Reconstruction prakticky zcela ignorovány mainstreamovými rádii. Vedení I.R.S. Records tak začalo být frustrováno neochotou kapely prorazit i do mainstreamu.
Producentem čtvrtého alba se stal Don Gehman. Album Lifes Rich Pageant (1986) bylo přístupnější i pro posluchače mimo univerzitní rádia, neboť Stipeův mumlavý charakter zpěvu se změnil a album bylo celkově pozitivnější než Fables of Reconstruction. V roce 1986 prohlásil Peter Buck v rozhovoru pro Chicago Tribune, že „Michael se stále zlepšuje a je si stále jistější. Myslím si, že se to projevuje v charakteru jeho hlasu.“ Lifes Rich Pageant překonalo své předchůdce a umístilo se na 21. místě amerického žebříčku, prodalo se jej přes 500 000 kopií a R.E.M. tak poprvé obdrželi zlatou desku. Singl „Fall on Me“ byl hrán na některých komerčních rádiích, avšak šlo jen o ta méně významná a největší podporu mělo album stále na univerzitních rádiích. Díky úspěchu alba Lifes Rich Pageant se I.R.S. Records rozhodla vydat album Dead Letter Office, které obsahovalo především písně obsažené jako B-strany na doposud vydaných singlech. Krátce poté vydala I.R.S. Records všechny doposud nahrané videoklipy R.E.M. (kromě „Wolves, Lower“) pod názvem Succumbs.

### První velké úspěchy: 1987–1993

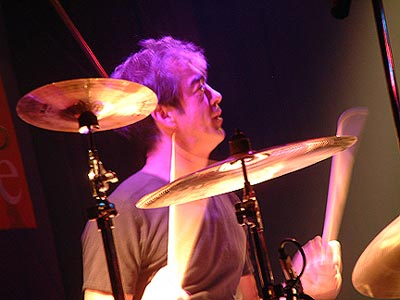
Bill Berry v roce 1997

Don Gehman neprodukoval páté album R.E.M. a kapele navrhl, aby si za producenta zvolila Scotta Litta, který s kapelou nakonec spolupracoval na dalších pěti albech. Album Document (1987) obsahovalo některé otevřeně politické písně, například „Welcome to the Occupation“ a „Exhuming McCarthy“, které reagovaly na konzervativní politické prostředí za vlády prezidenta Reagana. John Pareles z The New York Times napsal v recenzi, že „Document je jak sebevědomé, tak i vyzývavé album. Pokud se R.E.M. mají z kultovní kapely stát kapelou masově oblíbenou, toto album jim to umožní.“ Document bylo opravdu průlomové album a první singl „The One I Love“ se dostal mezi dvacet nejúspěšnějších jak ve Spojených státech, tak i v Kanadě a Spojeném království. V lednu 1988 bylo prodáno milion kopií alba Document. V prosinci 1987 se R.E.M. objevili na titulní straně časopisu Rolling Stone, kde byli označeni za „nejlepší americkou rock & rollovou kapelu.“
Nespokojení s malými úspěchy v zahraničí se R.E.M. rozhodli neprodloužit smlouvu s I.R.S. Records a místo toho podepsali kontrakt s Warner Bros. Records. V roce 1988 vydala I.R.S. kompilaci Eponymous, která obsahovala singly a raritní nahrávky. Ve stejném roce vydali R.E.M. své první album u Warner Bros pojmenované Green. Toto album nahrané v Nashvillu v Tennessee se vyznačovalo experimentováním se zvukem. Nahrávky se různily od optimistického prvního singlu „Stand“, který byl ve Spojených státech velkým hitem, až po politické písně jako „Orange Crush“ a „World Leader Pretend“, které se věnovaly Vietnamské válce, respektive válce studené. Alba Green se prodaly po celém světě čtyři miliony kopií. Kapela také vyrazila na podporu alba na své doposud největší a po vizuální stránce i nejpropracovanější turné. Po jeho skončení se členové rozhodli dát si na rok pauzu, což byla jejich první velká přestávka.
V polovině roku 1990 se R.E.M. vrátili do studia, aby nahráli své sedmé album, Out of Time. Na rozdíl od předcházejících alb začali členové používat i jiné nástroje než elektrické kytary a to například mandolínu, varhany a akustické kytary. Album bylo vydáno v březnu 1991 a dostalo se jako první album kapely na první místo amerického i britského žebříčku. Ve Spojených státech se do roku 1996 prodaly 4,2 miliony kopií a celosvětově okolo 12 milionů. První singl, „Losing my Religion“ se stal celosvětovým hitem jak v rádiích, tak i na MTV a dalších hudebních stanicích. Singl se dostal až na čtvrté místo amerického žebříčku, což z něj učinilo doposud nejúspěšnější singl R.E.M. Mike Mills později konstatoval, že „v naší kariéře bylo málo opravdu přelomových událostí, protože se kapela vyvíjela postupně. Jestli ale chcete mluvit o opravdovém zlomu, myslím, že to byla právě ‚Losing My Religion‘.“ Na druhém singlu, „Shiny Happy People“, zpívala Kate Pierson z kapely The B-52's pocházející stejně jako R.E.M. z města Athens. Tento singl se dostal na desáté místo amerického a na šesté místo britského žebříčku. I přes oblibu této písně na ni R.E.M. zanevřeli a na koncertech ji nikdy nehrají. R.E.M. získali díky Out of Time sedm nominací na ceny Grammy, což bylo mezi všemi umělci v roce 1992 nejvíce. Album bylo vyhlášeno nejlepším alternativním albem roku a píseň „Losing My Religion“ byla oceněna za nejlepší videoklip a nejlepší popovou nahrávku nahranou duem, nebo kapelou. R.E.M. nekoncertovali na podporu alba a místo toho vystoupili jen na několika jednorázových akcích včetně vystoupení na MTV v rámci série MTV Unplugged.
Po krátké přestávce začali R.E.M. v roce 1991 pracovat na novém albu. To bylo vydáno v roce 1992 pod názvem Automatic for the People. Ačkoliv mělo být album tvrdší než jeho předchůdce, podle časopisu Melody Maker se pochmurné Automatic for the People stalo ještě zoufalejším. Nosnými tématy alba byly ztráta a smutek, podle Bucka bylo ovlivněno „tím, jak člověku táhne na třicítku.“ Smyčcové aranže v některých písních vytvořil bývalý baskytarista Led Zeppelin John Paul Jones. Mnozí kritici i Buck s Millsem považovali Automatic for the People za doposud nejlepší album R.E.M. To se dostalo na první místo americké i britské hitparády a singly „Drive“, „Man on the Moon“ a „Everybody Hurts“ se ve Spojených státech dostaly do Top 40. Alba se celosvětově prodalo přes deset milionů kopií. Stejně jako v případě předchozího alba Out of Time, ani v tomto případě kapela nevyjela na turné na podporu alba. Vyskytly se dokonce spekulace, že zpěvák Michael Stipe umírá, což kapela okamžitě popřela.

### MonsteraNew Adventures in Hi-Fi: 1994–1996

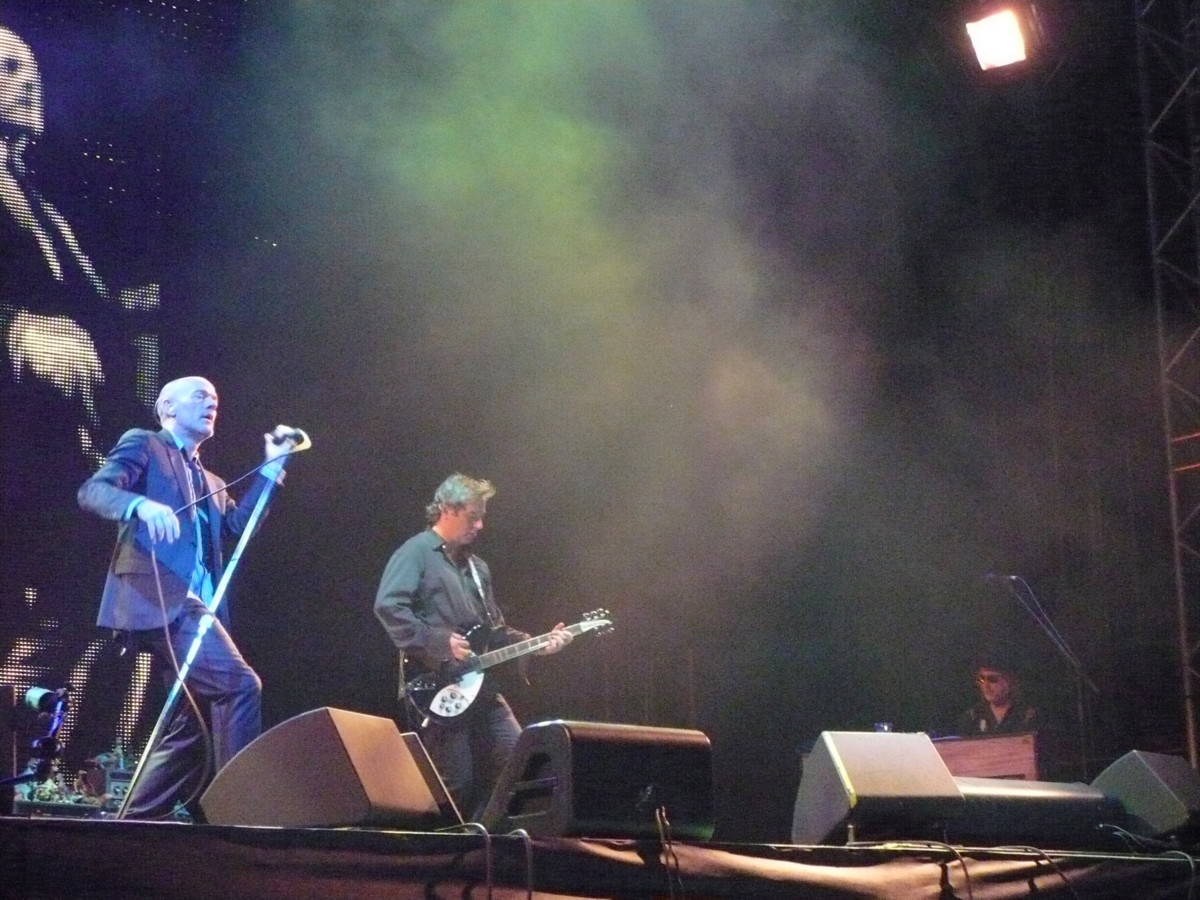
Zpěvák Michael Stipe, kytarista Peter Buck a klávesista Scott McCaughey s dlouholetým spolupracovníkem Scottem McCaugheyem v roce 1998

Poté, co kapela vydala dvě pomalá alba, album Monster z roku 1994 byla dle slov Petera Bucka „rocková nahrávka, ale jen v uvozovkách“. Zvuk alba se lišil od jeho předchůdců, byla zde spousta elektrických kytar a mírně připomínal grunge. Stejně jako Out of Time, také Monster se umístil na prvním místě jak britského, tak i amerického žebříčku a celosvětově se jej prodalo asi devět milionů kopií. Singly „What's the Frequency, Kenneth?“ a „Bang a Blame“ byly posledními písněmi kapely v americkém žebříčku Top 40. Naopak ve Spojeném království dosáhli R.E.M. většího úspěchu, když se oba singly a také singly „Crush With Eyeliner“ a „Tongue“ vydané jen v Británii umístily mezi třiceti nejúspěšnějšími.
V lednu 1995 vyjeli po šesti letech R.E.M. na turné. To dosáhlo obrovského komerčního úspěchu, ale bylo pro členy extrémně náročné. Během koncertu v Lausanne 1. března 1995 zkolaboval Bill Berry. Byla mu diagnostikována aneurysma mozku a okamžitě byl operován. Berry se rychle zotavil a za měsíc mohlo turné pokračovat. Turné však poznamenaly zdravotní potíže i dalších členů kapely. Mike Mills musel v červenci absolvovat břišní operaci a o měsíc později byla Michaelu Stipeovi operována kýla. Zdravotní potíže členů kapely se dotkly i českého koncertu, který musel být dvakrát odložen. Přese všechny potíže nahráli R.E.M. během turné polovinu nového alba a po jeho skončení album ve studiu dokončili.
V roce 1996 prodloužili R.E.M. smlouvu s Warner Bros., což jim přineslo údajně 80 milionů dolarů, což byla v té době rekordní částka. V témže roce vydali další album, New Adventures in Hi-Fi, které se umístilo na druhém místě amerického a na prvním místě britského žebříčku. Pět milionů prodaných kopií však znamenalo pokles v porovnání s předchozími alby. Dle Christophera Johna Farleyho z časopisu Time byla malá prodejnost způsobena nevýrazností alba a obecným poklesem zájmu o alternativní rock vůbec. V roce 1996 se také rozešli se svým manažerem Jeffersonem Holtem, údajně kvůli obviněním ze sexuálního harašení, které vůči němu vznesla jedna členka týmu okolo kapely. Pozici manažera místo něj zaujal právník Bertis Downs.

### Berryho odchod aUp: 1997–2000

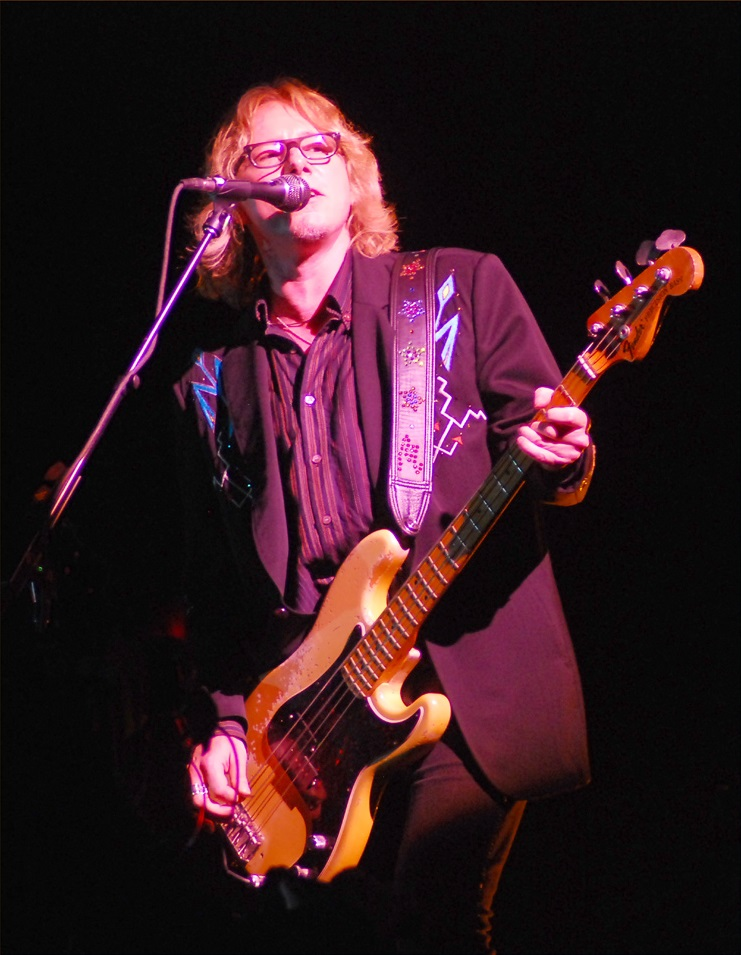
Baskytarista Mike Mills v roce 2008

V dubnu 1997 se členové sešli v Buckově domě na Havaji, aby nahráli dema, ze kterých mělo vzejít nové album. Kapela chtěla změnit svůj zvuk a zamýšlela, že bude experimentovat s bicími a perkusemi. Když mělo nahrávání alba v říjnu začít, Bill Berry se po měsících úvah a debat s Millsem a Downsem rozhodl kapelu opustit. Řekl zbývajícím členům, že kapelu ovšem neopustí, pokud by to mělo znamenat její rozpad a Mills, Buck a Stipe se tak rozhodli pokračovat ve třech. Veřejně svůj odchod oznámil o tři týdny později. Berry tisku řekl: „Nejsem tímhle vším tak nadšen, jako jsem býval dříve. Mám nejlepší práci na světě. Ale jsem připraven ustoupit do pozadí, přemýšlet a možná už nechci být popovou hvězdou.“ Stipe přiznal, že se kapela bez Berryho znění změnila. „Pro mě, Mikea a Petera vzniká otázka, zda jsme stále R.E.M. Myslím, že pes se třema nohama je taky pes. Jen se musí naučit jinak běhat.“
Kapela po Berryho odchodu zrušila plánované nahrávání nového alba. „Bez Billa je to jiné, matoucí“, řekl později Mills. „Nevěděli jsme, co máme dělat. Bez bubeníka jsme nemohli zkoušet.“ Zbývající členové zahájili práci na albu v únoru 1998 v Toast Studios v San Franciscu. Kapela ukončila deset let trvající spolupráci se Scottem Littem a za producenta si zvolila Pata McCarthyho. Jeho asistentem byl Nigel Godrich, který pro nahrávání najal bubeníky Barretta Martina, ex-člena Screaming Trees a Joeyho Waronkera, který dříve spolupracoval s kapelou Beck. Atmosféra při nahrávání byla vypjatá a kapela se málem rozpadla. Bertis Downs svolal mimořádné setkání, kde členové vyřešili všechny své problémy a v nahrávání se pokračovalo. Album Up se sice dostalo do první desítky jak amerického, tak i britského žebříčku, ale ve Spojených státech se jej do poloviny roku 1999 prodalo jen 900 000 kopií a celosvětově asi 2 miliony kopií. Zatímco prodejnost alb ve Spojených státech klesala, ve Spojeném království rostla a singly se běžně dostávaly mezi dvacet nejúspěšnějších.
Rok po vydání alba Up se R.E.M. podíleli na soundtracku k filmu Miloše Formana Muž na Měsíci pojednávajícímu o komikovi Andy Kaufmanovi. Film byl pojmenován po písni z alba Automatic for the People. Píseň The Great Beyond ze soundtracku byla vydána jako singl a ačkoliv se ve Spojených státech umístila až na 56. místě, ve Spojeném království se stala vůbec nejúspěšnější písní R.E.M., když se dostala až na třetí místo žebříčku singlů.

### RevealaAround the Sun: 2001–2005

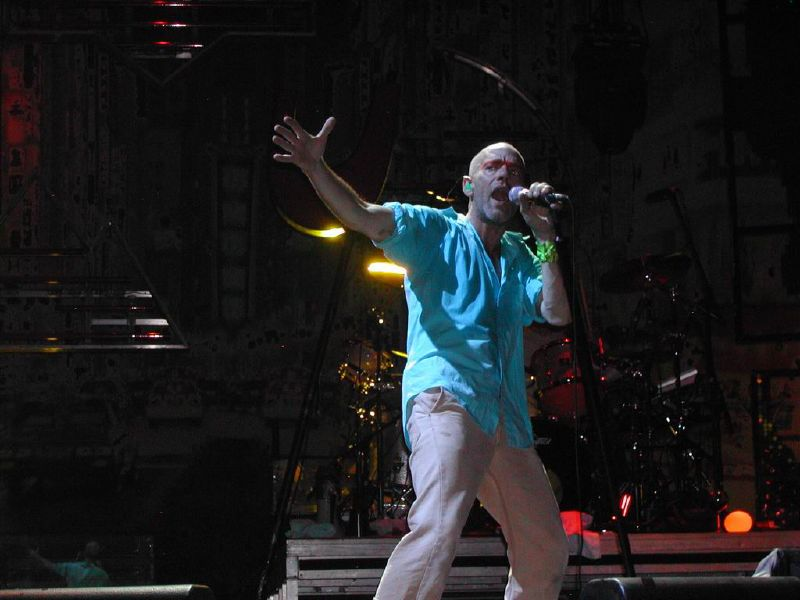
Michael Stipe v roce 2003

R.E.M. nahrávali většinu svého dvanáctého alba Reveal v Kanadě a Irsku mezi květnem a říjnem 2001. Reveal bylo laděno podobně posmutněle jako předcházející album Up. Na albu bubnoval Joey Waronker a podíleli se na něm i zakládající člen kapely The Minus 5 Scott McCaughey a zakladatel kapely Posies Ken Stringfellow. Celosvětově se prodaly asi čtyři miliony kopií alba, ale ve Spojených státech dosáhla prodejnost stejného výsledku jako u alba Up, přibližně 900 000 kopií. Singl „Imitation of Life“ se na britském žebříčku umístil na šestém místě. Al Friston popsal album slovy: „Naložené zlatou půvabností na každé otočce a zatáčce v porovnání s nepřesvědčivými alby New Adventures in Hi-Fi a Up.“ Rob Sheffield z časopisu Rolling Stone pochválil album za jeho „neustále udivující krásu“.
V roce 2003 vydali Warner Bros. kompilaci In Time: The Best of R.E.M. 1988–2003, kde byly kromě starých písní zařazeny i novinky „Bad Day“ a „Animal“. Téhož roku vystoupil Berry při koncertě ve městě Raleigh v Severní Karolíně, kde zpíval doprovodné vokály u písně „Radio Free Europe“ a bubnoval u písně „Permanent Vacation“. Šlo o jeho první vystoupení s kapelou od jeho odchodu v roce 1997.
R.E.M. vydali další album, Around the Sun, v roce 2004. Krátce po vydání o něm Mills prohlásil: „Upřímně si myslím, že nakonec bylo co se týče rychlosti písní trochu pomalejší, než jsme původně zamýšleli.“ Reakce kritiky na album byly smíšené a album se umístilo na třináctém místě amerického žebříčku. První singl „Leaving New York“ se ve Spojeném království umístil na pátém místě. Na nahrávání alba a také na následném turné se podílel bubeník Bill Rieflin, bývalý člen kapely Ministry. Na konci roku 2004 R.E.M. spolu s Brucem Springsteenem, Pearl Jam a dalšími participovali na turné Vote for Change. V roce 2005 vyjeli R.E.M. na první velké celosvětové turné od alba Monster před deseti lety. Během turné navštívili R.E.M. také Českou republiku, konkrétně Sazka Arenu a zúčastnili se také charitativního koncertu Live 8 v Londýně.

### Accelerate: 2006–2011

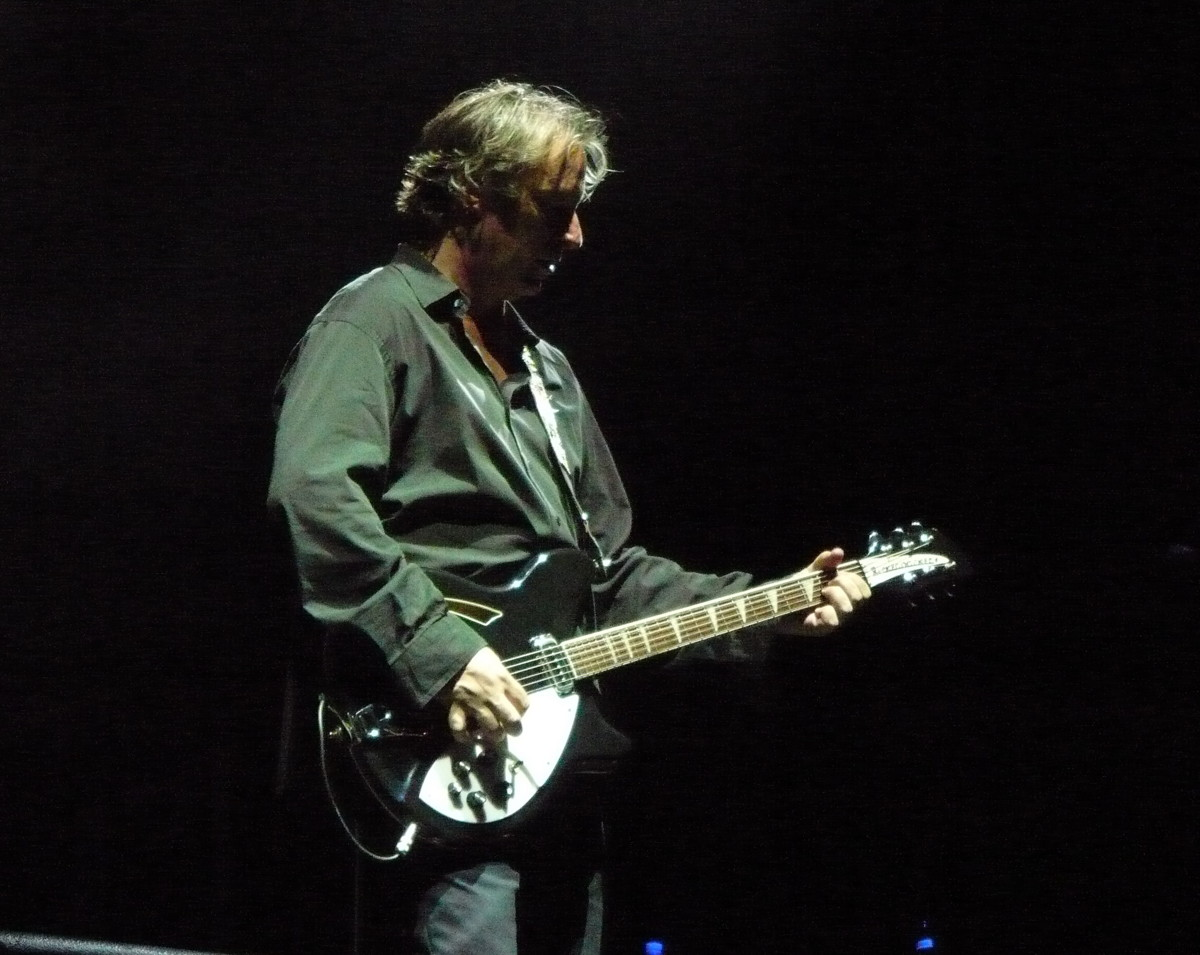
Peter Buck v roce 2008

EMI, která vlastní katalog písní I.R.S. Records, vydala v září 2006 kompilaci písní, které na začátku své kariéry R.E.M. nahráli pod tímto labelem, pod názvem And I Feel Fine... The Best of the I.R.S. Years 1982–1987. Současně bylo vydáno i DVD When The Light Is Mine – The Best of the I.R.S. Years 1982–1987. Ve stejném měsíci byli R.E.M. uvedeni do Georgia Music Hall of Fame, přičemž při ceremoniálu vystoupili v plné sestavě i s Billem Berrym. Při zkoušení před vystoupením nahráli cover verzi písně Johna Lennona „#9 Dream“ pro album Instant Karma: The Amnesty International Campaign to Save Darfur, které mělo podpořit boj proti genocidě v Dárfúru. Píseň byla vydána i jako singl a šlo o první studiovou nahrávku Billa Berryho s kapelou po takřka deseti letech. V roce 2006 splnila kapela kritéria pro zařazení do Rock and Roll Hall of Fame a okamžitě do ní byla nominována. R.E.M. byli jedněmi z pěti umělců uvedených do této síně slávy v roce 2007. Při ceremoniálu, který se uskutečnil 12. března 2007 v hotelu Waldorf-Astoria v New Yorku, byli do síně slávy uvedeni zpěvákem Pearl Jam Eddie Vaderem a zahráli spolu s Billem Berrym čtyři písně.
Na začátku roku 2007 se kapela soustředila také na nahrávání nového alba Accelerate, které produkoval Jacknife Lee. Album bylo nahráváno ve studiích ve Vancouveru a Dublinu, kde R.E.M. odehráli v Olympia Theater pět koncertů. V říjnu 2007 bylo vydali R.E.M. své první živé album R.E.M. Live, které obsahovalo nahrávky z koncertu v Dublinu v roce 2005. Album Accelerate vyšlo 31. března 2008 a v květnu vyjeli R.E.M. na turné po Severní Americe a Evropě, během něhož navštívili i Českou republiku.
Své poslední studiové album skupina vydala v březnu 2011 pod názvem Collapse into Now. Na albu se podílela řada hostů, mezi které patří i Patti Smith a Eddie Vedder.
Dne 21. září 2011 skupina oznámila konec své činnosti. Za rozpadem kapely stál pravděpodobně syndrom vyhoření. Podle Mikea Millse se R.E.M. rozpadli mírumilovnou cestou a šlo o společné rozhodnutí.

## Diskografie

### Studiová alba
| Rok  | Název                        | Umístění na žebříčku | Umístění na žebříčku | Umístění na žebříčku | Umístění na žebříčku | Umístění na žebříčku | Umístění na žebříčku | Umístění na žebříčku | Umístění na žebříčku | Umístění na žebříčku |
| Rok  | Název                        | US                   | DE                   | AT                   | CH                   | UK                   | NZ                   | FRA                  | FIN                  | SWE                  |
| ---- | ---------------------------- | -------------------- | -------------------- | -------------------- | -------------------- | -------------------- | -------------------- | -------------------- | -------------------- | -------------------- |
| 1983 | Murmur                       | 36                   | –                    | –                    | –                    | –                    | –                    | –                    | –                    | –                    |
| 1984 | Reckoning                    | 27                   | –                    | –                    | –                    | 91                   | –                    | –                    | –                    | –                    |
| 1985 | Fables of the Reconstruction | 28                   | –                    | –                    | –                    | 35                   | –                    | –                    | –                    | –                    |
| 1986 | Lifes Rich Pageant           | 21                   | –                    | –                    | –                    | 43                   | –                    | –                    | –                    | –                    |
| 1987 | Document                     | 10                   | –                    | –                    | –                    | 28                   | –                    | –                    | –                    | –                    |
| 1988 | Green                        | 12                   | –                    | –                    | –                    | 27                   | –                    | –                    | –                    | –                    |
| 1991 | Out of Time                  | 1                    | –                    | 1                    | 3                    | 1                    | –                    | 80                   | –                    | 7                    |
| 1992 | Automatic for the People     | 2                    | 2                    | 3                    | 3                    | 1                    | –                    | 135                  | –                    | 7                    |
| 1994 | Monster                      | 1                    | 2                    | 1                    | 1                    | 1                    | –                    | –                    | –                    | 1                    |
| 1996 | New Adventures in Hi-Fi      | 2                    | 1                    | 1                    | 1                    | 1                    | –                    | 6                    | 1                    | 1                    |
| 1998 | Up                           | 3                    | 1                    | 1                    | 7                    | 2                    | 38                   | 9                    | 10                   | 2                    |
| 2001 | Reveal                       | 6                    | 1                    | 1                    | 1                    | 1                    | 10                   | 4                    | 3                    | 2                    |
| 2004 | Around the Sun               | 13                   | 1                    | 1                    | 1                    | 1                    | 12                   | 9                    | 3                    | 1                    |
| 2008 | Accelerate                   | 1                    | -                    | -                    | 1                    | 1                    | -                    | -                    | -                    | 7                    |
| 2011 | Collapse into Now            | -                    | -                    | -                    | -                    | -                    | -                    | -                    | -                    | -                    |

### EP
- 1982: Chronic Town

### Kompilace
- Dead Letter Office (obsahuje neuveřejněné skladby, B-strany singlů a EP Chronic Town) (1987)
- Eponymous (výběr z alb nahraných u vydavatelství I.R.S. Records) (1988)
- The Best of R.E.M. (výběr z alb nahraných u vydavatelství I.R.S. Records, vyšlo pouze ve Velké Británii) (1991)
- R.E.M.: Singles Collected (obsahuje všechny singly nahrané u I.R.S., vyšlo pouze v Evropě) (1994)
- R.E.M.: In the Attic (obsahuje radio verze, živá vystoupení a B-strany z dob u I.R.S.) (1997)
- Not Bad for No Tour (živé EP) (2001)
- In Time: The Best of R.E.M. 1988–2003 (výběr z alb nahraných u Warner Bros.) (2003)
- And I Feel Fine... The Best of the I.R.S. Years 1982–1987 (výběr z alb nahraných u I.R.S.)

### Živé CD/DVD
- 2007: R.E.M. Live

### Singly
Pro seznam všech písní, viz Seznam písní R.E.M.
| Rok  | Název                                        | Umístění na žebříčku | Umístění na žebříčku | Umístění na žebříčku | Umístění na žebříčku | Umístění na žebříčku | Umístění na žebříčku | Umístění na žebříčku | Umístění na žebříčku | Umístění na žebříčku | Umístění na žebříčku |
| Rok  | Název                                        | US                   | DE                   | AT                   | CH                   | UK                   | NZ                   | AUS                  | FRA                  | FIN                  | SWE                  |
| ---- | -------------------------------------------- | -------------------- | -------------------- | -------------------- | -------------------- | -------------------- | -------------------- | -------------------- | -------------------- | -------------------- | -------------------- |
| 1981 | Radio Free Europe (Hib-Tone)                 | –                    | –                    | –                    | –                    | –                    | –                    | –                    | –                    | –                    | –                    |
| 1983 | Radio Free Europe                            | 78                   | –                    | –                    | –                    | –                    | –                    | –                    | –                    | –                    | –                    |
| 1983 | Talk About the Passion                       | –                    | –                    | –                    | –                    | –                    | –                    | –                    | –                    | –                    | –                    |
| 1984 | So. Central Rain (I’m Sorry)                 | 85                   | –                    | –                    | –                    | –                    | –                    | –                    | –                    | –                    | –                    |
| 1984 | (Don’t Go Back to) Rockville                 | –                    | –                    | –                    | –                    | –                    | –                    | –                    | –                    | –                    | –                    |
| 1985 | Can’t Get There From Here                    | –                    | –                    | –                    | –                    | –                    | –                    | –                    | –                    | –                    | –                    |
| 1985 | Driver 8                                     | –                    | –                    | –                    | –                    | –                    | –                    | –                    | –                    | –                    | –                    |
| 1985 | Wendell Gee                                  | –                    | –                    | –                    | –                    | 91                   | –                    | –                    | –                    | –                    | –                    |
| 1986 | Fall On Me                                   | 94                   | –                    | –                    | –                    | –                    | –                    | –                    | –                    | –                    | –                    |
| 1987 | Superman                                     | –                    | –                    | –                    | –                    | –                    | –                    | –                    | –                    | –                    | –                    |
| 1987 | The One I Love                               | 9                    | –                    | –                    | –                    | –                    | –                    | –                    | –                    | –                    | –                    |
| 1987 | It’s the End of the World as We Know It      | –                    | –                    | –                    | –                    | –                    | –                    | –                    | –                    | –                    | –                    |
| 1988 | Finest Worksong                              | –                    | –                    | –                    | –                    | –                    | –                    | –                    | –                    | –                    | –                    |
| 1989 | Stand                                        | 6                    | –                    | –                    | –                    | 48                   | –                    | –                    | –                    | –                    | –                    |
| 1989 | Orange Crush                                 | –                    | –                    | –                    | –                    | 28                   | –                    | 15                   | –                    | –                    | –                    |
| 1989 | Pop Song '89                                 | 86                   | –                    | –                    | –                    | –                    | –                    | –                    | –                    | –                    | –                    |
| 1989 | Get Up                                       | –                    | –                    | –                    | –                    | –                    | –                    | –                    | –                    | –                    | –                    |
| 1991 | Losing My Religion                           | 4                    | -                    | 6                    | 11                   | 19                   | –                    | 11                   | 3                    | –                    | 3                    |
| 1991 | Shiny Happy People                           | 10                   | 10                   | 14                   | –                    | 6                    | –                    | 19                   | 10                   | –                    | 14                   |
| 1991 | Near Wild Heaven                             | –                    | 46                   | –                    | –                    | 27                   | –                    | –                    | –                    | –                    | –                    |
| 1991 | The One I Love                               | –                    | 81                   | –                    | –                    | 16                   | –                    | –                    | –                    | –                    | –                    |
| 1991 | Radio Song                                   | –                    | –                    | –                    | –                    | 28                   | –                    | –                    | –                    | –                    | –                    |
| 1992 | Drive                                        | 28                   | 13                   | 11                   | –                    | 11                   | –                    | 34                   | –                    | –                    | 24                   |
| 1992 | Man on the Moon                              | 30                   | 34                   | 24                   | –                    | 18                   | –                    | 39                   | –                    | –                    | –                    |
| 1993 | The Sidewinder Sleeps Tonite                 | –                    | 61                   | –                    | –                    | 17                   | –                    | –                    | –                    | –                    | –                    |
| 1993 | Everybody Hurts                              | 29                   | -                    | –                    | –                    | 7                    | –                    | 6                    | 3                    | –                    | –                    |
| 1993 | Nightswimming                                | –                    | 93                   | –                    | –                    | 27                   | –                    | –                    | –                    | –                    | –                    |
| 1993 | Find the River                               | –                    | –                    | –                    | –                    | 54                   | –                    | –                    | –                    | –                    | –                    |
| 1994 | What’s the Frequency, Kenneth?               | 21                   | 74                   | 21                   | 22                   | 9                    | –                    | 24                   | –                    | –                    | 21                   |
| 1994 | Bang and Blame                               | 15                   | 74                   | –                    | –                    | 19                   | –                    | 29                   | 44                   | –                    | –                    |
| 1995 | Strange Currencies                           | 47                   | –                    | –                    | –                    | 9                    | –                    | –                    | –                    | –                    | –                    |
| 1995 | Crush with Eyeliner                          | –                    | –                    | –                    | –                    | 23                   | –                    | –                    | –                    | –                    | –                    |
| 1995 | Tongue                                       | –                    | –                    | –                    | –                    | 13                   | –                    | –                    | –                    | –                    | –                    |
| 1996 | E-Bow the Letter                             | –                    | 65                   | 27                   | 22                   | 4                    | –                    | 23                   | –                    | 11                   | 21                   |
| 1996 | Bittersweet Me                               | 46                   | 93                   | –                    | –                    | 19                   | –                    | –                    | –                    | –                    | –                    |
| 1996 | Electrolite                                  | 96                   | 83                   | –                    | –                    | 29                   | –                    | –                    | –                    | 20                   | –                    |
| 1997 | How the West Was Won and Where It Got Us     | –                    | –                    | –                    | –                    | –                    | –                    | –                    | –                    | –                    | –                    |
| 1998 | Daysleeper                                   | 57                   | 57                   | 17                   | 49                   | 6                    | –                    | –                    | –                    | –                    | 46                   |
| 1998 | Lotus                                        | –                    | –                    | –                    | –                    | 26                   | 50                   | –                    | –                    | –                    | 60                   |
| 1999 | At My Most Beautiful                         | –                    | –                    | –                    | –                    | 10                   | –                    | –                    | –                    | –                    | –                    |
| 1999 | Suspicion                                    | –                    | –                    | –                    | –                    | –                    | –                    | –                    | –                    | –                    | –                    |
| 1999 | The Great Beyond                             | 57                   | 56                   | –                    | –                    | 3                    | –                    | 25                   | –                    | –                    | 52                   |
| 2001 | Imitation of Life                            | 83                   | 35                   | 19                   | 27                   | 6                    | 18                   | 32                   | 99                   | 14                   | 32                   |
| 2001 | All the Way to Reno (You’re Gonna Be a Star) | –                    | 92                   | –                    | –                    | 24                   | –                    | –                    | –                    | –                    | –                    |
| 2001 | I’ll Take the Rain                           | –                    | –                    | –                    | –                    | 44                   | –                    | –                    | –                    | –                    | –                    |
| 2003 | Bad Day                                      | –                    | 39                   | 45                   | 39                   | 8                    | –                    | 22                   | –                    | –                    | 43                   |
| 2004 | Animal                                       | –                    | –                    | –                    | –                    | 33                   | –                    | –                    | –                    | –                    | –                    |
| 2004 | Leaving New York                             | –                    | 16                   | 32                   | 18                   | 5                    | –                    | –                    | –                    | –                    | 11                   |
| 2005 | Aftermath                                    | –                    | 78                   | –                    | –                    | 41                   | –                    | –                    | –                    | –                    | 59                   |
| 2005 | Electron Blue                                | –                    | –                    | –                    | –                    | 26                   | –                    | –                    | –                    | –                    | –                    |
| 2005 | Wanderlust                                   | –                    | –                    | –                    | –                    | 27                   | –                    | –                    | –                    | –                    | –                    |
| 2008 | Supernatural Superserious                    | –                    | –                    | –                    | –                    | –                    | –                    | –                    | –                    | –                    | –                    |
| 2008 | Hollow Man                                   | –                    | –                    | –                    | –                    | –                    | –                    | –                    | –                    | –                    | –                    |
| 2008 | Man-Sized Wreath                             | –                    | –                    | –                    | –                    | –                    | –                    | –                    | –                    | –                    | –                    |

### DVD
- 1996: Road Movie
- 2000: Tourfilm
- 2000: This Film Is On
- 2000: Parallel
- 2003: The R.E.M. Collection (Tourfilm + This Film Is On + Parallel)
- 2003: In View: The Best of R.E.M. 1988–2003
- 2004: Perfect Square
- 2006: When The Light Is Mine – The Best Of the I.R.S. Years 1982–1987 Video Collection
- 2007: R.E.M. Live

## R.E.M. v České republice
V České republice odehráli R.E.M. tři koncerty. Poprvé vystoupili 11. srpna 1995 ve Sportovní hale v Praze. Šlo o koncert v rámci turné k desce Monster, které bylo poznamenáno zdravotními problémy členů skupiny a které se rovněž postaraly o opakované odložení plánovaného data koncertu.  Jako předkapela vystoupila britská skupina Echobelly.
Druhý koncert proběhl 23. ledna 2005 v pražské Sazka Areně. Koncert se konal v rámci turné k desce Around The Sun. Předkapelou byla lotyšská skupina Brainstorm.
Třetí koncert se konal 17. srpna 2008 v Multifunkčním areálu Eden v Praze. Tento koncert se konal v rámci turné k desce Accelerate. Předkapelou byla britská skupina The Duke Spirit.
Kromě těchto tří koncertů R.E.M. vystoupili ještě na předávání hudebních Cen Anděl. Během ceremoniálu, který se konal 12. března 1999, zahráli živě dvě skladby z tehdy aktuální desky Up - Daysleeper a Lotus.